# 아르메니아 대통령
아르메니아 공화국의 대통령(아르메니아어: Հայաստանի Հանրապետության Նախագահ)은 아르메니아의 국가 원수이다.
1991년 소비에트 연방으로부터 독립한 이래 아르메니아의 정부수반으로 최고 지도자에 해당하였으며, 2015년 개헌으로 차기 정부부터는 의원 내각제로 전환하였다. 현재는 총리에게 전권을 위임하여 명예직으로 전환하였다.

## 아르메니아 대통령 목록
| 대               | 사진             | 이름                                               | 임기             | 임기             | 선거             | 정당                 |
| 대               | 사진             | 이름                                               | 취임일           | 퇴임일           | 선거             | 정당                 |
| ---------------- | ---------------- | -------------------------------------------------- | ---------------- | ---------------- | ---------------- | -------------------- |
| 1                |                  | 레본 테르페트로샨 (1946.1.9 ~ ) Լևոն Տեր-Պետրոսյան | 1991년 11월 11일 | 1996년 11월 11일 | 1991년 대선      | 범아르메니아국민운동 |
| 1                | 1996년 11월 11일 | 레본 테르페트로샨 (1946.1.9 ~ ) Լևոն Տեր-Պետրոսյան | 1998년 2월 4일   | 1996년 대선      |                  | 범아르메니아국민운동 |
| ―                |                  | 로베르트 코차랸 (1954.8.31 ~ ) Ռոբերտ Քոչարյան     | 1998년 2월 4일   | 1998년 4월 9일   | 대통령 대행      | 무소속               |
| 2                | 1998년 4월 9일   | 로베르트 코차랸 (1954.8.31 ~ ) Ռոբերտ Քոչարյան     | 2003년 4월 9일   | 1998년 대선      |                  | 무소속               |
| 2                | 2003년 4월 9일   | 로베르트 코차랸 (1954.8.31 ~ ) Ռոբերտ Քոչարյան     | 2008년 4월 9일   | 2003년 대선      |                  | 무소속               |
| 3                |                  | 세르지 사르키샨 (1954.6.30 ~ ) Սերժ Սարգսյան       | 2008년 4월 9일   | 2013년 4월 9일   | 2008년 대선      | 아르메니아공화당     |
| 3                | 2013년 4월 9일   | 세르지 사르키샨 (1954.6.30 ~ ) Սերժ Սարգսյան       | 2018년 4월 9일   | 2013년 대선      |                  | 아르메니아공화당     |
| 의원 내각제 전환 |                  |                                                    |                  |                  |                  |                      |
| 4                |                  | 아르멘 사르키샨 (1953.6.23 ~ ) Արմեն Սարգսյան      | 2018년 4월 9일   | 2022년 1월 23일  | 2018년 의회 선출 | 무소속               |
| 권한대행         |                  | 알렌 시모냔 (1980.1.5 ~ ) Ալեն Սիմոնյան            | 2022년 1월 23일  | 2022년 3월 13일  | 대통령 권한대행  | 시민계약당           |
| 5                |                  | 바하근 하차투랸 (1959.7.26 ~ ) Վահագն Խաչատրյան    | 2022년 3월 13일  |                  | 2022년 의회 선출 | 무소속               |

## 같이 보기
- 아르메니아의 총리